# Indiumantimonid
Indiumantimonid (InSb) ist eine chemische Verbindung aus Indium (In) und Antimon (Sb). Es zählt zu den III-V-Halbleitern.

## Eigenschaften

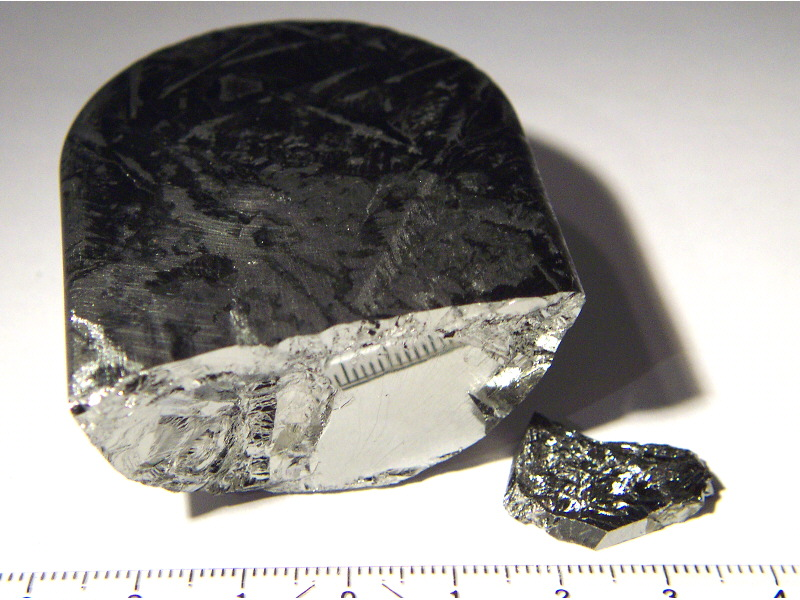
Indiumantimonid

Undotiertes Indiumantimonid weist bei Raumtemperatur die größte Elektronenbeweglichkeit von 78.000 cm2/(V·s) von allen bekannten Halbleitern auf, wodurch sich auch die (im Vergleich zu anderen Materialien) extrem hohe Hall-Konstante von −2,4·10−4 m3/C erklärt. Es eignet sich besonders gut zur Herstellung von sehr schnellen elektronischen Schaltern.
Außerdem wird Indiumantimonid in der Optoelektronik als Werkstoff für Infrarotsensoren benutzt, vor allem bei Wellenlängen von 1000 nm bis 5500 nm.
Halbleiterbauelemente aus Indiumantimonid weisen eine Diffusionsspannung unter 0,5 V auf, was geringere Betriebsspannungen und damit geringere Verlustleistungen als Silicium mit 0,7 V ermöglicht.

## Gewinnung und Darstellung
Indiumantimonid bildet sich beim Zusammenschmelzen der beiden hochreinen Elemente:
{\displaystyle \mathrm {In\ +\ Sb\longrightarrow \ InSb} }

## Verwendung
Eine Schicht von Indiumantimonid zwischen Aluminiumindiumantimonid kann als Quantentopf dienen. Daraus lassen sich sehr schnell schaltende Transistoren bauen. Bipolartransistoren lassen sich damit bis zu einer Grenzfrequenz von 85 GHz und Feldeffekttransistoren bis zu 200 GHz betreiben. Die Firmen Intel und QinetiQ entwickeln zusammen auf Indiumantimonid basierende Feldeffekttransistoren, deren Entwicklung derzeit (2010) nicht abgeschlossen ist.
Seit den 1950er Jahren dient es als Detektormaterial in Infrarotempfängern für militärische Anwendungen. So zum Beispiel in der amerikanischen AIM-9 Sidewinder Rakete.